# Potamophylax albergaria
Potamophylax albergaria är en nattsländeart som beskrevs av Malicky 1976. Potamophylax albergaria ingår i släktet Potamophylax och familjen husmasknattsländor. Inga underarter finns listade i Catalogue of Life.